# جويل غامبل
جويل غامبل (بالإنجليزية: Joel Gamble)‏ هو لاعب كرة قدم أمريكية أمريكي، ولد في 25 ديسمبر 1982.